# San Pablo (Califòrnia)
San Pablo és una ciutat dels Estats Units a l'estat de Califòrnia. Segons el cens del 2000 tenia 30.215 habitants.

## Demografia
Segons el cens del 2000, San Pablo tenia 30.215 habitants, 9.051 habitatges, i 6.489 famílies. La densitat de població era de 4.521,7 habitants/km².
Dels 9.051 habitatges en un 44% hi vivien nens de menys de 18 anys, en un 44,5% hi vivien parelles casades, en un 19,7% dones solteres, i en un 28,3% no eren unitats familiars. En el 22,5% dels habitatges hi vivien persones soles el 8,1% de les quals corresponia a persones de 65 anys o més que vivien soles. El nombre mitjà de persones vivint en cada habitatge era de 3,29 i el nombre mitjà de persones que vivien en cada família era de 3,87.
Per edats la població es repartia de la següent manera: un 31,7% tenia menys de 18 anys, un 10,9% entre 18 i 24, un 31,8% entre 25 i 44, un 16,9% de 45 a 60 i un 8,7% 65 anys o més.
L'edat mediana era de 30 anys. Per cada 100 dones de 18 o més anys hi havia 93,3 homes.
La renda mediana per habitatge era de 37.184 $ i la renda mediana per família de 42.042 $. Els homes tenien una renda mediana de 31.599 $ mentre que les dones 28.140 $. La renda per capita de la població era de 14.303 $. Entorn del 15,5% de les famílies i el 18,1% de la població estaven per davall del llindar de pobresa.

## Poblacions properes
El següent diagrama mostra les poblacions més properes.